# Бангия
Бангия (лат. Bangia) — род морских и пресноводных красных водорослей семейства Бангиевые (Bangiaceae).
Род назван в честь датского ботаника Нильса Хофмана-Банга.

## Ботаническое описание
Таллом гаметофита макроскопический, нитчатый, неразветвлённый, растущий вертикально (рост интеркалярный). Нити цилиндрические, иногда сдавленные, вначале однорядные (из цилиндрических клеток), затем многорядные (из кубических или полиэдрических клеток, слагающихся в горизонтальные ряды, иногда придавая нити членистый вид); в основании с ризоидами, отходящими от нижних клеток и собранными в небольшую подошву, прикрепляющейся к грунту. Хлоропласт звёздчатый, с одним пиреноидом. Карпогоны развиваются из вегетативных клеток. После оплодотворения зигота делится на 4 или 8 карпоспор. Спермации и интеркалярные споры образуются делением клеток. Вегетативные клетки могут функционировать как нейтральные споры.
Таллом спорофита — Conchocelis-стадия (тип) — микроскопический, нитчатый, разветвлённый, стелющийся, однорядный из удлинённых клеток с пристенными хлоропластами (по нескольку в клетке) и поровыми соединениями между ними, размножающийся моноспорами (развиваются в одногнёздных спорангиях) и конхоспорами (развиваются в специализированных клетках с одиночными звёздчатыми хлоропластами). Растёт на раковинах моллюсков.
В жизненном цикле наблюдается чередование диплоидной (карпоспора) и четырёхплоидной (цистокарп) стадий.